# 懒羊羊
懒羊羊是《喜羊羊与灰太狼》系列动画的经典角色之一,他在中国大陆的配音演员是梁颖。它不爱运动，是草原上最肥的羊，平时表现差劲，总是一副“举重若轻”的样子。

## 人物

### 形象
主创团队中有一个编剧提到自己很久以前的同学，上课的时候在自己身边睡着了，口水流下来，全班哄笑。而且本来准备让懒羊羊设计成猪嘴巴的，但是不伦不类，于是就被否决了，改为设计成像大便一样的发型，于是懒羊羊的形象也就确定下来了。

### 优点
- 当同伴遇到危险时，会挺身而出。[a][b]
- 而且比较爱好美食。[c]

### 缺点
- 一般体现为懒惰和不爱活动的性格[d]，完全没有运动细胞[e]，而且还爱睡懒觉。[1]
- 有的时候会因为贪吃而闯祸，一闻到香味马上会被吸引过去。[f]而且甚至会导致吃胖到篮球球衣都穿不下，甚至撑破了裤子。[3]

## 人际关系
| 人物          | 关系                           | 注释                     |
| ------------- | ------------------------------ | ------------------------ |
| 懒爸爸        | 父                             |                          |
| 懒妈妈        | 母                             |                          |
| 慢羊羊        | 懒羊羊的老师                   |                          |
| 蛋蛋          | 懒羊羊早期的宠物               |                          |
| 其他主要主角  | 朋友                           | 不包括狼族（小灰灰除外） |
| 灰太狼&红太狼 | 早期呈对立关系，后期为朋友关系 |                          |
| 烈羊羊        | 懒羊羊的篮球教练               |                          |
| 兔可爱        | 早期为对手，后期为朋友关系     |                          |

## 社会文化

### 躺平
中国大陆，对于一些上高中的学生做一个测试，从“美羊羊”“喜羊羊”“懒羊羊”中选择自己最想成为的类型，大多数选择了“懒羊羊”。就像“懒羊羊”一样，有很多高中生开始“躺平”度日，提前进入养老模式。另一个面向00后的调查显示，70.34%的00后嘴上说着要“躺平”不要再“卷”了，实际上还是偷偷努力。

### 篮球文化
在《喜羊羊与灰太狼之筐出胜利》中，篮球队中的懒羊羊穿30号球衣，再加上也擅长三分球投篮，于是就像库里也是穿30号球衣一样，被网友取名“库懒”。喜羊羊与灰太狼的导演之一黄俊铭在年少时就是篮球的忠实粉丝，在爱上篮球的过程中《灌篮高手》这部作品起了不小的作用，所以才会操刀这部篮球题材动画作品。20世纪经典日本动画作品《灌篮高手》中三井因为伤病的影响自暴自弃,后来才在教练面前幡然悔悟，痛哭流涕说出了“教练，我想打篮球”的台词，所以说，懒羊羊才会说出这句台词，想要加入篮球队。

### 做人就做懒羊羊
有网友提出，嫁人就嫁灰太狼，做人却不能做灰太狼，而要做懒羊羊。在羊族中，懒羊羊则是青青草原上最聪明的一只小羊，因为比别人聪明，干活、读书都比别的羊快，所以有很多时间可以用来睡觉。这种处事方式备受网友的认同。